# Internazionali d'Italia 1984
Gli Internazionali d'Italia 1984 sono stati un torneo di tennis giocato sulla terra rossa. 
È stata la 41ª edizione degli Internazionali d'Italia, che fa parte del Volvo Grand Prix 1984 e del Virginia Slims World Championship Series 1984. 
Il torneo maschile si è giocato al Foro Italico di Roma in Italia, quello femminile nello Junior Tennis Perugia di Perugia.

## Campioni

### Singolare maschile
Andrés Gómez ha battuto in finale  Aaron Krickstein con il punteggio di 2–6, 6–1, 6–2, 6–2

### Singolare femminile
Manuela Maleeva ha battuto in finale   Chris Evert con il punteggio di 6–3, 6–3

### Doppio maschile
Ken Flach /  Robert Seguso hanno battuto in finale  John Alexander /  Mike Leach con il punteggio di 3–6, 6–3, 6–4

### Doppio femminile
Iva Budařová /  Helena Suková hanno battuto in finale  Kathleen Horvath /  Virginia Ruzici con il punteggio di 7–6(5), 1–6, 6–4